# Študlov
Študlov (deutsch Studlow) ist eine Gemeinde in Tschechien. Sie liegt 21 Kilometer südöstlich von Vsetín an der Grenze zur Slowakei und gehört zum Okres Zlín.

## Geographie
Študlov befindet sich am Fuße des Požár (791 m) im äußersten Norden der Weißen Karpaten am Übergang zu den Javorníky und der Vizovická vrchovina. Nordöstlich des Dorfes liegt der Lissapass. Im Norden erhebt sich der Stráň (607 m), östlich die Cibulka (636 m) und im Südosten der Grenzberg Končitá (817 m).
Nachbarorte sind Střelná im Norden, Strelenka im Nordosten, Pasečky und Paseky im Osten, Nedašova Lhota im Süden, Poteč im Südwesten, Valašské Příkazy im Westen sowie Horní Lideč im Nordwesten.

## Geschichte
Študlov wurde erstmals 1422 in einer Urkunde König Sigismunds als Ščudlov erwähnt, in der der spätere Kaiser den Ort zusammen mit Bylnice, Štítná sowie Malý Lačnov und Velký Lačnov dem Miroslav von Cimburg zuschrieb. Das Dorf gehörte zur Herrschaft Brumov und wurde mit dieser 1503 durch Vladislav II. an Jan von Lomnitz auf Meseritsch verkauft. Im 17. und 18. Jahrhundert wurde das mährischeDorf an der Grenze zu Ungarn mehrfach von den Türken und zuletzt von den Kuruzen überfallen. Bei der Teilung der Herrschaft Brumov fiel Študlov in der Mitte des 17. Jahrhunderts an die Herrschaft Návojná, bei der der Ort bis zur Aufhebung der Patrimonialherrschaften im Jahre 1848 verblieb. Die Bewohner von Študlov erhoben sich 1805 gegen das immer größer gewordene Joch der Verpflichtungen an die Obrigkeit. Der Aufstand wurde mit Hilfe des Militärs niedergeschlagen. Študlov blieb ein armes Dorf, dessen Bewohner sich mühselig von der Landwirtschaft ernährten. In der zweiten Hälfte des 19. Jahrhunderts war die Not so groß, dass große Teile der Bevölkerung nach Amerika auswanderten. Die im Ort verbliebenen Bewohner verbesserten sich ihren Lebensunterhalt durch die Fertigung von Schindeln und hölzernen Werkzeugen.
Letzter Feudalherr war 1848 Wolfgang Ritter von Manner. 1942 wurde der Ort elektrifiziert. Bis 1945 gehörten die Güter des Ortes der Familie Centner-Manner. Mit Beginn des Jahres 2021 wechselte die Gemeinde vom Okres Vsetín und den Okres Zlín.

## Ortsgliederung
Für die Gemeinde Študlov sind keine Ortsteile ausgewiesen. Zu Študlov gehörend die Ansiedlungen Paseky und Pasečky.

## Sehenswürdigkeiten
- Filialkirche St. Matthäus, das Gotteshaus entstand in den 1990er Jahren und wurde 1994 durch den Olmützer Bischof Jan Graubner geweiht.
- Gezimmerte walachische Chaluppe